# 金光洙 (政治家)
金 光洙（キム・ガンス、朝鮮語: 김광수、1903年 - ?）は、北朝鮮の政治家。国内派の人物。最高人民会議議員および朝鮮労働党中央委員を務めた。後にスパイ活動に関与した罪により、党を除籍・追放処分を受けた。

## 生涯
金光洙は全羅南道の富裕な家庭に生まれた。父親は地主であり、長兄の金錣洙は朝鮮共産党および朝鮮労働党に所属した。1920年代初頭、金光洙は中等教育を終了後に日本に渡り、東亜日報の記者として駐在した。その間、彼は社会運動家の朴烈の取材などを行った。1926年、共産主義組織の正友会に参加し、執行委員となった。翌1925年、彼は朝鮮共産党の京畿道党組織部委員に任命された。同年、彼は共産主義活動に関与していたとして日本政府に逮捕され、禁固2年の実刑判決を受けた。出所後、中央日報の日本部門において部長に就任。また同時期に組合活動にも参加した。その後、中央日報は休刊となり、彼は朝鮮半島に帰還した。彼はその後、漢城でゴム工場を開業した。
1945年に第二次世界大戦が終結後、金光洙は漢城に留まり続けた。彼は民主主義民族戦線の委員としての地位を獲得し、二度にわたって投獄された。1948年、最高人民会議選挙に立候補し、当選し代議員となった。彼はその後、北朝鮮に亡命した。
しかし1953年8月、朝鮮戦争が停戦すると、国内派の首領に李承燁が就き、朴憲永について「金日成から支持を受けて政府転覆を企図したスパイ」であるとした。金光洙も関与があったとされ、粛清の対象となった。その後の彼の消息は不明である。ただし兄の金錣洙が朴憲永の政敵であったことから、金光洙が粛清対象ではなかった可能性もある。